# Păsăreni
Păsăreni (Hongaars: Backamadaras) is een gemeente en dorp in het Roemeense district Mureș, in de regio Transsylvanië.
Het dorp ligt ongeveer 18 kilometer van districtshoofdstad Tîrgu Mureș. Het ligt aan de rivier de Niraj en aan de voet van een paar heuvels waar de mogelijkheid is om te wandelen.
Păsăreni is gebouwd aan een geasfalteerde hoofdweg. In het midden van het dorp maakt de weg een slinger om via een brug over de Niraj te lopen. In het dorp komen een stuk of vijf onverharde zijweggetjes op deze hoofdweg uit.
Er bevindt zich in het dorp een cultuurhuis waar iedereen gebruik van kan maken, zoals om de bruiloft of een doopfeest te vieren. Daar worden de oogstfeesten ook gehouden en andere dorpsactiviteiten. In het jaar 2006 is dit cultuurhuis opgeknapt aan de buitenkant en is er een tuin voor gekomen.
In het dorp bevindt zich ook een basisschool met een grasvoetbalveld, waar de leerlingen ook hun gymlessen hebben. Verder is er een klein politiebureau met een cel.
Als overblijfsel uit de communistische tijd is er de staatsboerderij te zien, deze is in juni 2006 failliet verklaard. Deze was reeds in zeer vervallen staat omdat niemand de verantwoording hiervoor neemt.
In het midden van Păsăreni bevindt zich een grote pomp met drinkwaterbak waar vooral de paard en wagens even stoppen zodat de paarden kunnen drinken. In een zijweg van de hoofdstraat bevindt zich de dorpspomp met schoon drinkwater. Verder zijn er aan de hoofdstraat twee winkels met levenswaar en andere spullen.

## Bevolking
In 2002 woonden er 1.920 mensen in de gemeente dorp, waarvan 1.618 Hongaren, 114 Roemenen, 187 Roma's en één Oekraïner.

## Kerken in Păsăreni
Het dorp heeft drie kerken. De grootste, meest bezochte kerk is de Hongaars-gereformeerde Kerk. De Hongaars-gereformeerde Kerk is gebouwd tussen 1818 en 1825 en is gerestaureerd in 1861. Verder zijn er een Roemeens-Orthodoxe Kerk en een Hongaarse Rooms-Katholieke Kerk. De Hongaars Rooms-katholieke heeft elke maand 1 dienst. De Roemeens-Orthodoxe Kerk die gebouwd is in 1910 heeft minder diensten omdat er minder Roemenen in het dorp wonen.